# The Rebellion of Kitty Belle
The Rebellion of Kitty Belle er en amerikansk stumfilm fra 1914 af Christy Cabanne.

## Medvirkende
- Lillian Gish som Kitty Belle.
- Robert Harron som Joe Belle.
- Raoul Walsh som Bud Parker.
- Kate Bruce.
- Joseph Carle.